# Dala kanal
Dala kanal är en möjlig kanal mellan Dalarna och Gävlebukten eller Mälaren. Både en småbåtsfarled och en större farled för handelsfartyg har planerats.

## Historia
De första planerna på en vattenväg från Siljan till havet, på 1700-talet, syftade till att skapa en förbindelse mellan Dalälven och Strömsholms kanal. Kanalen skulle möjliggöra ett bättre utnyttjande av Dalarnas naturresurser. 
1965 bildade Hans Kers, Leksand, och några till Siljans båtförbund. Föreningen började undersöka möjligheter för en småbåtsled från Siljan till Östersjön. Problemen var dels kraftverken i älven, dels timmerflottningen som fanns på den tiden. Kontakt togs med Flottningsföreningen om eventuellt intresse från deras sida. Förslaget var att de skulle bunta timret och genom slussar skulle man ta timret förbi kraftverken. Det förslaget mottogs positivt, men själva farleden förverkligades inte då.
Dala kanalsällskap bildades 1968 med syftet att skapa en kanal för handelsfartyg. Deras argument var att sjöfarten skulle gynna näringslivets möjligheter till nya produkter och nya marknader, göra Dalarna till ett inflyttningslän, Dalälven till Sveriges mest trafikerade inre vattenväg och Borlänge till landets kanske största inlandshamn. Kanalsällskapets förslag utreddes av staten under 1990-talet.
Småbåtsledsprojektet återuppväcktes i början av 2000-talet under namnet Farled Dalarna men stannade av 2010 när föreningen som drev det gick i konkurs. Projektet fick mål 2-stöd från EU, och syftade till att skapa en farled mellan Orsa och Borlänge. Traileranläggningar föreslogs att byggas för att koppla farleden till Runn och Strömsholms kanal.

## Utredningar som gjorts
- Uppsala universitet, kulturgeografiska institutionen[förtydliga]
- Chalmers, vattenbyggnadstekniska: har kommit fram till att det är tekniskt möjligt att bygga en farled Orsa - Skutskär.
- Chalmers, transporttekniska: Har kollat vilka fartygstyper som kan bli aktuella.
- Göteborgs universitet, ekonomiska institutionen: "För Dalarna har förslaget att göra Dalälven segelbar två fördelar, dels utgör det en konkret möjlighet att i ett steg tillföra landskapet stora resurser, dels innebär det en bestående förändring av förutsättningarna för sysselsättningen".
- Länsstyrelsen i Dalarnas län: Kanalsällskapet ville få pengar till en utredning för ett riksdagsbeslut om förprojektering, men länsstyrelsen sa nej.
- Naturskyddsföreningen: Var väldigt negativa och sa att om det skulle bli ett uppsving i närinslivet så skulle det få förödande konsekvenser, det skulle krävas mer energi för att producera mer och för att få fler människor till och från jobbet (enl Hans Kers).
- Försvaret: Var mycket intresserade av en vattenväg.
- Borlänge kommun: "-Nej, det ska inte vara någon kanal, det kostar för mycket".
- Länsstyrelsen: "-Nej, det är orealistiskt".
- STORA, Skanska, SSAB och Avesta Sheffield skrev i en gemensam skrivelse att om det fanns en vattenväg så skulle de använda den både för att transportera råvaror och färdiga produkter. De fann det angeläget att en seriös studie, inkl. en näringsgeografisk analys skulle genomföras för den framtida betydelsen av Sveriges inre vattenvägar och utvecklingsförutsättningarna för såväl Sveriges tunga basindustri som kringliggande regioner.
- Sjöfartsverket: Gjorde en förstudie på uppdrag av kommunikationsdepartementet som blev klar 1998. Den säger att det inte finns några tekniska svårigheter att åstadkomma en vattenväg av EU-standard i Dalälven. Dessutom klargörs att det finns godsunderlag av tillräcklig storlek. Stålprodukter 2 700 000 ton, sågade trävaror 250 000 ton, massa och pappersprodukter 800 000 ton, oljeprodukter 200 000 ton och stenprodukter (granit och porfyr). Studien säger också att det idag knappast är ekonomiskt möjligt att bygga kanalen. Kostnaden för den 35 mil långa kanalen med bl.a. 19 slussar för att komma förbi alla forsar och kraftverk skulle bli cirka 12 miljarder kronor.
- Landshövdingen.[förtydliga]
- Representant för Färnebofjärdens nationalpark. [förtydliga]